# 宗像繁丸
宗像 繁丸（むなかた しげまる、生没年不詳）は、明治の神職。

## 経歴
繁丸は官幣大社宗像神社(後の宗像大社)で神職を務めており、沖ノ島の沖津宮に派遣された。日露戦争中の明治38年(1905年)、海軍の望楼からバルチック艦隊の接近を知らされると、繁丸は海に飛び込んで心身を清め、神殿に駆け上がって祝詞を上げ、戦況を記録した。これを沖津宮社務日誌という。一方、繁丸の雑役を担っていた佐藤市五郎も海戦の様を記録した手記を残した。その後、日本海軍がロシアに勝利を収め、この勝利の神恩への感謝から、海軍省を通じて旗艦三笠の羅針儀が沖ノ島に奉納された。

## 関連作品

### テレビドラマ
- 『坂の上の雲』